# Munna groenlandica
Munna groenlandica är en kräftdjursart som beskrevs av Hansen 1916. Munna groenlandica ingår i släktet Munna och familjen Munnidae. Inga underarter finns listade i Catalogue of Life.